# Clêison
Clêison Édson Assunção (ur. 13 marca 1972 w Belo Horizonte) – brazylijski piłkarz występujący na pozycji pomocnika.
Clêison jest wychowankiem klubu Cruzeiro EC, razem z którym zwyciężył w turnieju Copa Libertadores 1997. W Brazylii występował także w barwach CR Flamengo, Gremio Porto Alegre, Atletico Mineiro i Sport Club do Recife. Grał już także w Europie – zaliczył półroczny epizod w portugalskim CF Os Belenenses. Ostatnio gracz Nautico Recife.
W okresie przygotowawczym do rundy wiosennej sezonu 2005/2006 został zatrudniony w Pogoni Szczecin. W granatowo-bordowych barwach zadebiutował 11 marca 2006 w meczu rozegranym w Szczecinie przeciwko Amice Wronki (0:3). 20 kwietnia tego samego roku szczeciński klub rozwiązał z nim kontrakt. Na boiskach Orange Ekstraklasy w sześciu meczach Clêison spędził łącznie 469 minut, zdobył 1 bramkę (24 marca 2006 w meczu przeciwko Wiśle Kraków) i trzykrotnie został ukarany żółtą kartką. To pierwszy piłkarz z brazylijskiego „zimowego” zaciągu duetu menedżerskiego Antoni (ojciec) i Dawid Ptak (syn), który opuścił wiosną szczeciński klub.
Po odejściu z Pogoni znalazł zatrudnienie w klubie brazylijskiej ligi stanu São Paulo – Portuguesa Santista.